# Красный Бор (деревня, Ярославский район)
Красный Бор — деревня в Ярославском районе Ярославской области России. 
В рамках организации местного самоуправления входит в Заволжское сельское поселение; в рамках административно-территориального устройства включается в Пестрецовский сельский округ. 

## География
Расположена в 2,5 км от восточной границы города Ярославль.
В 2 км к северу находится центр Заволжского сельского поселения — посёлок Заволжье, а 2,5 км к северо-востоку — центр Пестрецовского сельского округа — деревня Пестрецово.
В 1 км к юго-западу расположен посёлок Красный Бор.

## Население
| 2002 | 2007 | 2010 |
| ---- | ---- | ---- |
| 187  | ↗203 | ↘196 |

## Инфраструктура
Действуют три конных клуба, автосервис, продуктовый магазин, аптека.

## Улицы
Проезды: 1-й Счастливый, 2-й Счастливый, 3-й Счастливый, 4-й Счастливый, 5-й Счастливый.